# Amber Valley
Amber Valley – dystrykt w dolinie rzeki Amber w hrabstwie Derbyshire, w centralnej Anglii. Jest to także okręg składający się z czterech miast. Występujące tu złoża węgla kamiennego sprawiły, że górnictwo węglowe, obok włókiennictwa, stało się główną gałęzią wytwórczości. Po udanej restrukturyzacji okręg przekształcił się w ważne centrum turystyki i bardzo zróżnicowanego branżowo przemysłu. Prowadzone są rozmowy o możliwościach współpracy firm angielskich z głogowskimi.

## Miasta
- Alfreton
- Belper
- Heanor
- Langley Mill
- Ripley

## Inne miejscowości
Aldercar, Alderwasley, Ambergate, Ashleyhay, Bakershillock, Belper Lane End, Bullbridge, Butterley, Codnor, Crich, Denby, Duffield, Fritchley, Hazelwood, Heage, Holbrook, Horsley Woodhouse, Horsley, Idridgehay, Ironville, Kedleston, Kilburn, Kirk Langley, Leabrooks, Loscoe, Lower Birchwood, Lower Hartshay, Mackworth, Mapperley, Meynell Langley, Morley Park, Oakerthorpe, Pentrich, Quarndon, Ravensdale Park, Riddings, Shipley, Shottle, Smalley, South Wingfield, Swanwick, Turnditch, Upper Birchwood, Waingroves, Weston Underwood, Whatstandwell, Windley.